# Bruno Kittel
Pour les articles homonymes, voir Kittel.
Bruno Kittel (né en 1922 en Autriche - disparu en 1945) est un Oberscharführer de la SS qui est chargé de la liquidation du ghetto de Vilnius en septembre 1943. Il fut réputé pour sa cruauté et disparait après la guerre.

## Biographie
Kittel est diplômé d'une école de théâtre. Il fut acteur, chanteur et joueur de saxophone et de piano. Il joua pour la radio de Vilnius les dimanche.
Il rejoint les SS et atteint le grade d'Oberscharführer. Avant sa nomination à Vilnius en Lituanie occupée il travaille pour le Commissariat général aux questions juives  en France et à Riga.
Il est affecté à Vilnius et son ghetto en juin 1943 pour remplacer Martin Weiss et Franz Murer. Il supervise le massacre de Juifs à Kena et Bezdonys les 8 et 9 juillet utilisant la même méthode à savoir que tandis qu'il s'adresse aux Juifs rassemblés à l'intérieur d'un grand bâtiment et leur promet une meilleure nourriture et une meilleure sécurité pour un bon travail, des collaborateurs lituaniens encerclent ce bâtiment et, une fois le discours terminé, lui mettent le feu et tirent sur quiconque tentant de s'échapper. Environ 240 Juifs furent tués à Kena et de 300 à 350 à Bezdonys. À Bezdonys, Kittel offrit une cigarette à un barbier juif qui venait de le raser et lui a demandé s'il avait besoin d'un briquet. Le coiffeur acquiesça et Kittel lui donna le briquet en lui tirant dessus. Ce fut le signal pour déclencher le massacre.
Lorsque Yitzhak Wittenberg, un chef du Fareynikte Partizaner Organizatsye (FPO, une organisation de résistance juive), est arrêté et s'échappe de la police du ghetto juif, Kittel publie un ultimatum indiquant que si Wittenberg ne se rend pas, tout le ghetto de Vilnius sera liquidé. Wittenberg se rend et est retrouvé mort (peut-être à cause d'un suicide au cyanure) le 16 juillet. Le 24 juillet, un groupe de 21 membres du FPO, le soi-disant groupe Leon, quitte le ghetto pour aller couper du bois dans le camp de travail à Naujoji Vilnia (un subterfuge pour s’évader du ghetto). Neuf hommes sont tués dans une embuscade allemande. Des représailles allemandes sont mises en place devant cette évasion. 32 parents des neuf hommes échappés sont exécutés le 27 juillet et le camp de travail est liquidé le 28 juillet. Kittel annonce en outre que des sanctions collectives seront imposées afin d'empêcher de telles évasions : les Allemands exécuteront les membres de la famille et même les voisins de toute personne qui s'échappe.
Rudolf Neugebauer, le commandant de l'Einsatzkommando 3, donne l'ordre de liquider le ghetto de Vilnius qui sera supervisé par Kittel les 23-24 septembre 1943. Les Juifs restants sont transportés au camp de concentration de Klooga en Estonie (environ 2 000 hommes), au camp de concentration de Kaiserwald en Lettonie (environ 1 400 à 1 700 jeunes femmes) et les autres, inaptes au travail, sont transportés dans des camps d'extermination, principalement Auschwitz (environ 5 000 à 7 000 personnes). Pendant la liquidation du ghetto, Kittel ordonna qu'un piano soit amené dans une cour. Il continua à jouer avec sa main gauche pendant qu'il tirait sur un garçon juif qui implorait d’être gracié de sa main droite.
Après la liquidation du ghetto, Kittel visite les camps de travail restants et y terrorise les détenus. Le 15 octobre, il inspecte le camp de travaux forcés de Kailis et 30 Juifs sont déportés pour exécution à Ponary. Fin 1943, les nazis arrêtent un couple qui s'était échappé du camp de travaux forcés HKP 562. Kittel organise une pendaison publique du couple et de leur fille mais le nœud coulant se rompt le conduisant à tirer sur le couple à bout portant ; un autre homme de la Gestapo a tiré sur l'enfant. En décembre, Kittel exige que l'on retrouve Salk Dessler, député de Jacob Gens le chef de la police du ghetto qui s'est échappé du ghetto. Dessler est trahi par un ancien policier juif et arrêté avec environ 30 autres Juifs ; la plupart d'entre eux sont exécutés. Après la liquidation du ghetto de Vilnius, Kittel est affecté au nouveau KZ Kauen - le camp de concentration qui a été formé dans l'ancien ghetto de Kovno - comme agent de liaison entre le commandant SS dans le ghetto et la Gestapo dans la ville de Kaunas. Le 27 mars 1944, Kittel se trouvait dans le ghetto de Kovno pour participer à la Kinderaktion, un rassemblement d'environ 1 700 enfants et personnes âgées, qui furent déportés et tués. Au cours de cet « Aktion », Kittel également interroge des policiers juifs sur leur aide aux partisans juifs et en sélectionne 33 pour les exécuter au Neuvième Fort.